# Team Medical Dragon
Team Medical Dragon è in origine un manga seinen di genere medico scritto da Akira Nagai e disegnato da Taro Nogizaka e pubblicato dal 2002 al 2011. Successivamente è stato adattato in un dorama suddiviso in 3 stagioni mandato in onda tra il 2006 e il 2010.
La storia ha come protagonisti una vasta schiera di personaggi ed è incentrata su molte questioni sociali moderne riguardanti la medicina, come casi di malasanità, problemi derivanti dall'uso ed abuso di sostanze stupefacenti e la riforma del sistema sanitario nazionale.
In Italia è stato pubblicato il manga edito da Planeta DeAgostini dal 21 giugno 2009, interrompendo l'uscita al quarto volume.

## Volumi
| Nº | Data di prima pubblicazione | Data di prima pubblicazione | Data di prima pubblicazione | Data di prima pubblicazione |
| Nº | Giapponese                  | Giapponese                  | Italiano                    | Italiano                    |
| -- | --------------------------- | --------------------------- | --------------------------- | --------------------------- |
| 1  | 30 settembre 2002           | ISBN 4-09-186561-5          | 21 giugno 2009              | ISBN 978-84-6747-679-8      |
| 2  | 30 gennaio 2003             | ISBN 4-09-186562-3          | 24 luglio 2009              | ISBN 978-84-6747-680-4      |
| 3  | 30 aprile 2003              | ISBN 4-09-186563-1          | 27 settembre 2009           | ISBN 978-84-6747-681-1      |
| 4  | 30 settembre 2003           | ISBN 4-09-186564-X          | 22 novembre 2009            | ISBN 978-84-6747-682-8      |
| 5  | 25 dicembre 2003            | ISBN 4-09-186565-8          | —                           | —                           |
| 6  | 30 giugno 2004              | ISBN 4-09-186566-6          | —                           | —                           |
| 7  | 29 ottobre 2004             | ISBN 4-09-186567-4          | —                           | —                           |
| 8  | 28 febbraio 2005            | ISBN 4-09-186568-2          | —                           | —                           |
| 9  | 29 luglio 2005              | ISBN 4-09-186569-0          | —                           | —                           |
| 10 | 26 dicembre 2005            | ISBN 4-09-186570-4          | —                           | —                           |
| 11 | 30 marzo 2006               | ISBN 4-09-180216-8          | —                           | —                           |
| 12 | 29 settembre 2006           | ISBN 4-09-180725-9          | —                           | —                           |
| 13 | 30 marzo 2007               | ISBN 978-4-09-181168-4      | —                           | —                           |
| 14 | 30 luglio 2007              | ISBN 978-4-09-181379-4      | —                           | —                           |
| 15 | 30 novembre 2007            | ISBN 978-4-09-181539-2      | —                           | —                           |
| 16 | 29 febbraio 2008            | ISBN 978-4-09-181749-5      | —                           | —                           |
| 17 | 30 maggio 2008              | ISBN 978-4-09-181897-3      | —                           | —                           |
| 18 | 30 luglio 2008              | ISBN 978-4-09-182100-3      | —                           | —                           |
| 19 | 26 dicembre 2008            | ISBN 978-4-09-182289-5      | —                           | —                           |
| 20 | 27 febbraio 2009            | ISBN 978-4-09-182375-5      | —                           | —                           |
| 21 | 30 settembre 2009           | ISBN 978-4-09-182609-1      | —                           | —                           |
| 22 | 29 gennaio 2010             | ISBN 978-4-09-183006-7      | —                           | —                           |
| 23 | 30 giugno 2010              | ISBN 978-4-09-183207-8      | —                           | —                           |
| 24 | 29 ottobre 2010             | ISBN 978-4-09-183506-2      | —                           | —                           |
| 25 | 26 febbraio 2011            | ISBN 978-4-09-183668-7      | —                           | —                           |

## Dorama
Adattato in 3 stagioni live action rispettivamente di 11, 11 e 10 puntate. Il cast principale è composto da:
- Kenji Sakaguchi - Ryūtaro Asada - stag 1-2-3

- Izumi Inamori - Akira Katō - stag 1-3

- Teppei Koike - Noboru Ijūin - stag 1-2-3

- Asami Mizukawa - Miki Satohara - stag 1-2

- Sadao Abe - Monji Arase - stag 1-2-3

- Tetsuhiro Ikeda - Takehiko Kihara - stag 1-2-3

- Kuranosuke Sasaki - Keisuke Fujiyoshi - stag 1-2-3

- Mari Natsuki - Shōko Kitō - stag 1-2-3

- Ittoku Kishibe - Takeo Noguchi - stag 1-2-3

- Kazuki Kitamura - Gunji Kirishima - stag 1

- Yuki Uchida - Kazumi Kataoka - stag 2

- Jirō Satō - Kōtarō Matsudaira - stag 2

- Nene Otsuka - Nanami Kodaka - stag 2

- Kōtarō Shiga - Hideki Zenda - stag 2

- Issei Takahashi - Seiji Toyama - stag 2

- Yasuhi Nakamura - Hiroto Nomura - stag 2

- Kenichi Endou - Keijirō Kuroki - stag 3

- Mitsuki Tanimura - Fuyumi Magara - stag 3

- Okina Megumi - Kaoru (Bartender/Arase's wife) - stag 1